# سفارة ألمانيا في البرازيل
سفارة ألمانيا في البرازيل هي أرفع تمثيل دبلوماسي لدولة ألمانيا لدى البرازيل. تقع السفارة في برازيليا وهي تهدف لتعزيز المصالح الألمانية في البرازيل.

## وصلات خارجية
- الموقع الرسمي
- قائمة سفارات ألمانيا
- قائمة السفارات في البرازيل